# Tôn Thất Đàn
Tôn Thất Đàn (1871 - 1936) (Hán Nôm: 尊室檀), tự 
Hinh Nhi (馨兒), hiệu Lạc Viên Thị (樂園氏), là danh thần triều Nguyễn Việt Nam, Hình bộ Thượng thư thời Bảo Đại.

## Tiểu sử
Tôn Thất Đàn sinh ngày 28/2/1871 (tức 10/1 năm Tự Đức thứ 24) tại xã Lại Thế, tổng Đường Anh, huyện Phú Vinh, phủ Thừa Thiên (nay là huyện Phú Vang, Thừa Thiên Huế), ông xuất thân trong gia đình Tôn thất nhà Nguyễn, là hậu duệ của Cương Quận công Nguyễn Phúc Trân (阮福溱) con thứ ba của chúa Nguyễn Phúc Tần (阮福瀕) thuộc hệ thứ năm của Hệ Tôn Thất.
Năm 1890 (Thành Thái thứ 2), ông được vào Quốc Tử Giám học tập. Năm 1897, tham gia kỳ thi hương ở Thừa Thiên, đỗ cử nhân. Sau đó nhập học tại trường Quốc học Thuận Hóa học tập tiếng Pháp.

## Quan lộ
Năm 1899, ông nhậm chức tri huyện Bình Khuê, tỉnh Bình Định. Sau đó nhậm chức tri huyện Hậu Lộc, tỉnh Thanh Hóa.
Năm 1907 (Duy Tân nguyên niên), thăng chức làm Tri phủ Diễn Châu, tỉnh Nghệ An. Năm 1910, thăng làm Phủ thừa Thừa Thiên. Năm 1913, điều làm Án sát sứ tỉnh Quảng Bình.
Năm 1916 (Khải Định nguyên niên), điều làm Án sát sứ Quảng Nam. Năm 1917, thăng làm Bố chánh sứ Nghệ An. Năm 1919, làm Bố chánh sứ Bình Thuận. Năm 1920, thăng làm Tham tri Bộ Binh. Năm 1922, làm Tuần phủ Bình Trị, hàm Tổng đốc. Năm 1923, thăng làm Tổng đốc An Tĩnh.
Năm 1927 (Bảo Đại thứ 2), bổ nhiệm làm Thượng thư Hình bộ, sung Cơ mật viện Đại thần. Tháng 1 năm 1925, kiêm nhiếp Tôn nhân phủ vụ đại thần. Năm 1929, thăng làm Hiệp Tá Đại học sĩ, lĩnh Thượng thư Hình bộ, sung Cơ mật viện Đại thần, miễn kiêm chức kiêm nhiếp Tôn nhân phủ vụ đại thần. Năm 1930, phong Hiệp tá Đại học sĩ. Năm 1933, ông làm đại biểu Thuận Hóa, xuất sứ sang Pháp.
Ngày 2 tháng 5 năm 1933, Bảo Đại cải tổ nội các, ông nghỉ hưu mang chức Hiệp tá Đại học sĩ. Ngày 1 tháng 8 năm 1933, ông được phong tước Phò Nhơn nam (扶仁男).
Ông qua đời vào năm 1936, thọ 66 tuổi, được truy tặng tước vị Đông Các Đại học sĩ.

## Gia quyến
Con
- Tôn Đức Lang - Giáo sư, Bác sĩ, nguyên Chủ tịch Hội Gây mê hồi sức Việt Nam.
- Tôn Thất Lôi
- Tôn Thất Long - Liệt sĩ
- Tôn Nữ Thị Lưu
- Tôn Nữ Ngọc Trai - hay Nguyễn Thị Ngọc Trai, nhà văn, nguyên Phó Tổng biên tập báo Văn Nghệ. Chồng bà là GS Nguyễn Hồng Phong, nguyên Viện trưởng Viện Sử học Việt Nam.
- Tôn Nữ Thị Cung - vợ của Giáo sư Bác sĩ Đặng Văn Ngữ
- Tôn Nữ Ngọc Toản - hay Nguyễn Thị Ngọc Toản - Giáo sư, Bác sĩ Quân y, hàm Đại tá, Phó chủ tịch Hội phụ sản Việt Nam. Chồng bà là trung tướng Cao Văn Khánh, nguyên Phó Tổng Tham mưu trưởng Quân đội nhân dân Việt Nam.

Cháu
- Nghệ sĩ Nhân dân Đặng Nhật Minh - đạo diễn điện ảnh, con của bà Tôn Nữ Thị Cung và Bác sĩ Đặng Văn Ngữ
- PGS.TS Cao Thị Bảo Vân - Phó khoa vi sinh miễn dịch Viện Pasteur Thành phố Hồ Chí Minh, Trưởng phòng Sinh học phân tử Viện Pasteur Thành phố Hồ Chí Minh, con của bà Ngọc Toản và tướng Cao Văn Khánh.

## Tác phẩm
Ông viết tác phẩm Lạc Viên tiểu sử (樂園小史)

## Hình ảnh

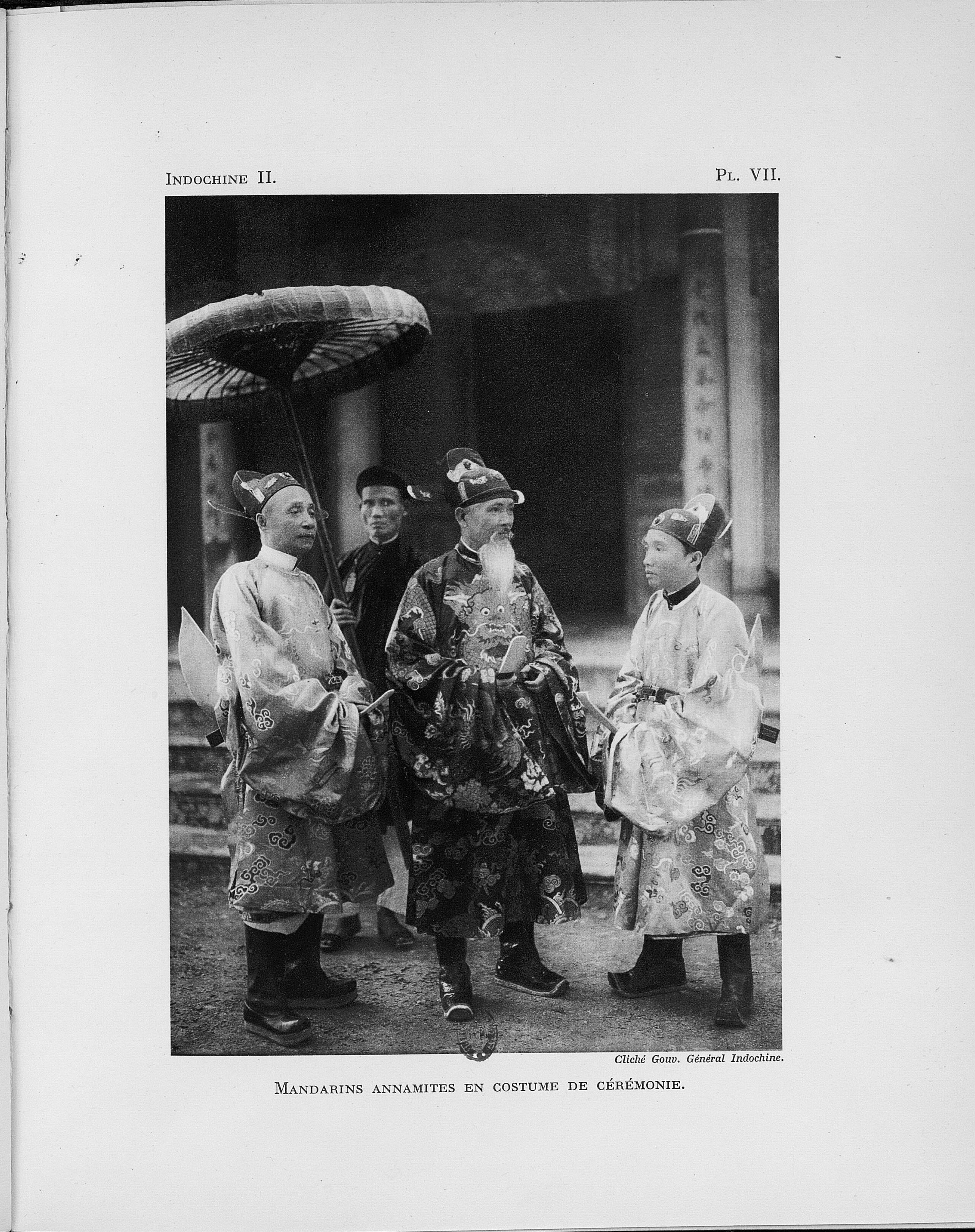
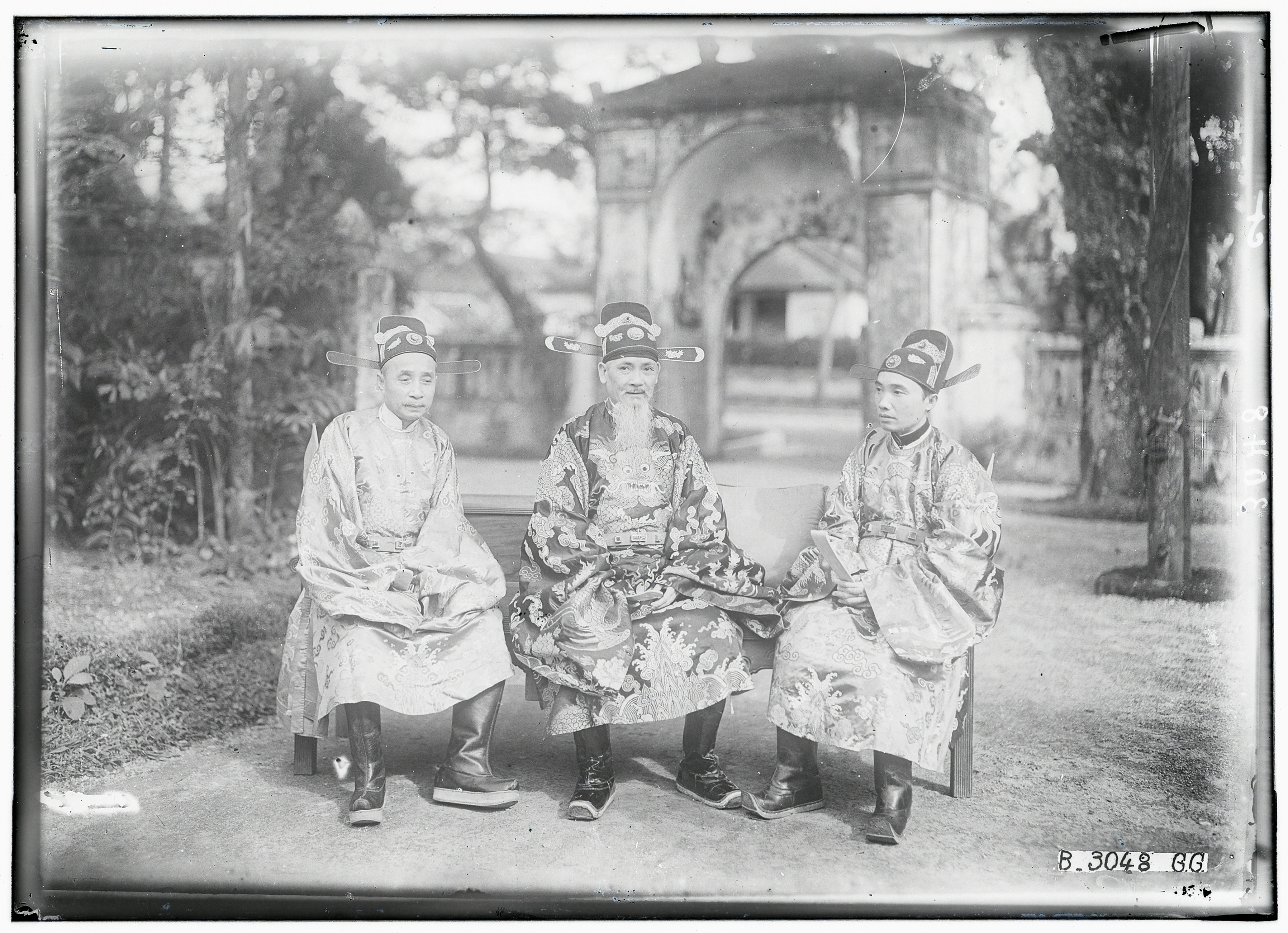